# Фрідріх Нойрот
Фрідріх «Фріц» Вільгельм Нойрот (нім. Friedrich "Fritz" Wilhelm Neuroth; 19 жовтня 1879, Дітценбах — 3 січня 1961) — німецький військовий юрист, доктор права, президент сенату у званні генерала піхоти. Кавалер Німецького хреста в сріблі.

## Біографія
Син дармштадтського пастора. Вивчав право в університетах Гайдельберга, Мюнхена, Берліна та Гіссена. В 1900 році склав іспит юридичного референдара. З травня 1905 року — судовий асесор в Гессені. Учасник Першої світової війни. В 1914/16 роках служив у Франції та Бельгії. З 2 вересня 1916 року — управлінський суддя в Нідді. З 27 травня 1919 року — прокурор земельного суду Гіссена. З 15 листопада 1921 року — радник управлінського суду Гіссена. Одночасно з 29 грудня 1922 року — тимчасовий, з 24 грудня 1924 року — постійний член дисциплінарного сенату Вищого земельного суду. З 2 червня 1927 року — радник земельного суду Гіссена. З 1 січня 1931 року — знову член дисциплінарного сенату Вищого земельного суду. В березні 1932 року вступив в НСДАП. В 1933 році захистив в Гіссені дивертацію на тему «Реклама в праві». З 5 квітня 1933 року — керівний консультант міністерства юстиції Гессена. З 1933 по 14 лютого 1934 року — заступник представника Гессену. З 1 січня 1935 року — презилент земельного суду Дармштадта, з 1 жовтня 1937 року — Франкенталя. З 1938 року — президент 2-го сенату Імперського військового суду. У вересні 1942 року звільнений у відставку, проте відразу переданий у розпорядження судової служби вермахту для особливих доручень, до 1943 року продовжив очолювати 2-й сенат Імперського військового суду. В червні 1944 року остаточно звільнений у відставку.

## Звання
- Міністерський радник (1 квітня 1933)
- Президент земельного суду (1935)
- Президент сенату Імперського військового суду (1 вересня 1938)
- Президент сенату у званні генерала піхоти (червень 1944)

## Нагороди
- Медаль «За вислугу років у ландвері» (Пруссія) 2-го класу
- Залізний хрест 2-го і 1-го класу
- Медаль «За відвагу» (Гессен)
- Нагрудний знак «За поранення» в чорному
- Почесний хрест ветерана війни з мечами (1934)
- Хрест Воєнних заслуг 2-го і 1-го класу
- Німецький хрест в сріблі 91944)
- Почесний знак «За вірну службу» 2-го класу (25 років)
- Медаль «За вислугу років у НСДАП» в бронзі та сріблі (15 років)